# Michael Kämper-van den Boogaart

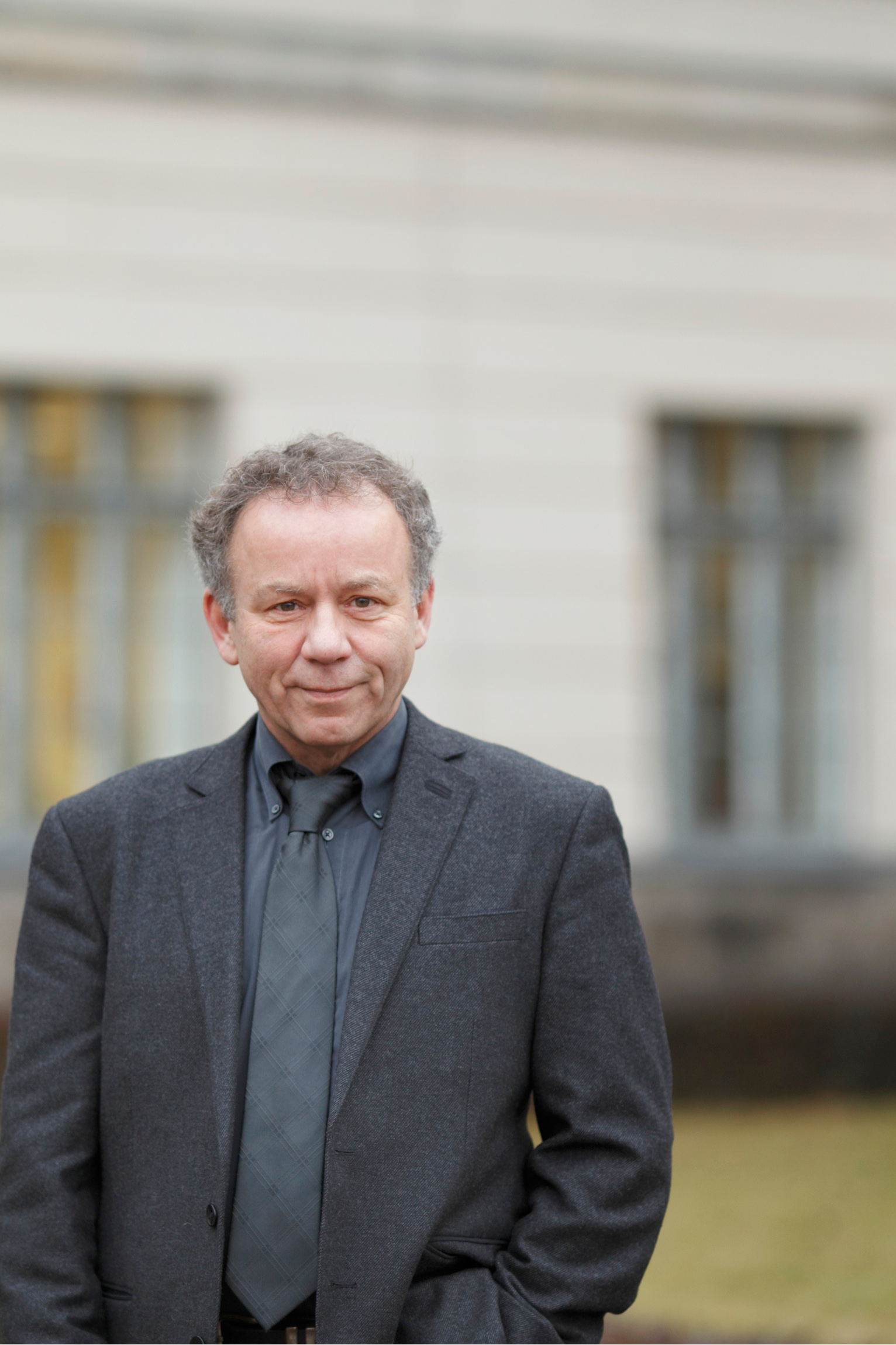
Michael Kämper-van den Boogaart (2011)

Michael Kämper-van den Boogaart (* 25. Dezember 1955 in Essen) ist ein deutscher Literaturwissenschaftler, Fachdidaktiker und war von 2011 bis 2016 Vizepräsident für Studium und Internationales der Humboldt-Universität zu Berlin.

## Leben
Nach dem Studium der Fächer Deutsch und Geschichte auf Lehramt an den Universitäten Köln und Hamburg von 1976 bis 1982 und dem Vorbereitungsdienst für den höheren Schuldienst war Kämper-van den Boogaart als Lektor an der University of Manchester. Von 1986 bis 1992 war er als Lehrer an verschiedenen Schulen tätig und zugleich freier Mitarbeiter beim NDR. 1990 wurde er an der Universität Hamburg promoviert, 1992 ging er als wissenschaftlicher Assistent für die Didaktik der deutschen Sprache und Literatur an die Universität Lüneburg. 1997 habilitierte er sich und übernahm eine Vertretungsprofessur an der Humboldt-Universität zu Berlin, 2002 wurde er dort zum Universitätsprofessor für Fachdidaktik und Neuere deutsche Literatur ernannt. Von 2002 bis 2006 war Kämper-van den Boogaart Prodekan für Studium und Lehre, von 2006 bis 2011 war er Dekan der Philosophischen Fakultät II der Humboldt-Universität. Im November 2010 wurde er zum Vizepräsidenten für Studium und Lehre an der Humboldt-Universität gewählt, er trat das Amt am 1. April 2011 an.
Kämper-van den Boogaart war unter anderem Fachreferent bei IASLonline und Fachberater des Instituts zur Qualitätsentwicklung im Bildungswesen und ist aktuell Mitglied verschiedener Beiräte und Kuratorien.
Seine wissenschaftlichen Arbeitsschwerpunkte sind die Lehrkonzeption des Deutschunterrichts, die Geschichte des gymnasialen Deutschunterrichts und seiner Didaktik, die Literaturtheorie und -soziologie sowie die Geschichte der deutschen Literatur des 20. Jahrhunderts.
Zum 1. April 2023 erfolgte Kämper-van den Boogaarts Eintritt in den Ruhestand. Im Februar 2023 hielt er seine Abschiedsvorlesung an der Sprach- und literaturwissenschaftlichen Fakultät der Humboldt-Universität zu Berlin: 1925. Eine Denkschrift unserer Fakultät.
Mitte Juni 2024 forderte Kämper-van den Boogaart mit mehreren tausend weiteren Professoren und Dozenten den Rücktritt der Bildungs- und Forschungsministerin Bettina Stark-Watzinger aufgrund ihrer Erwägungen zur Sanktionierung von Hochschulangehörigen.

## Veröffentlichungen (Auswahl)
- Ästhetik des Scheiterns. Studien zu Erzähltexten von Botho Strauß, Jürgen Theobaldy, Uwe Timm u.a. Metzler, Stuttgart 1992, ISBN 3-476-00857-6.
- Schönes schweres Lesen. Legitimität literarischer Lektüre aus kultursoziologischer Sicht. DUV, Wiesbaden 1992, ISBN 3-8244-4263-9 (= Habilitation Lüneburg 1997).
- Thomas Mann für die Schule. Volk und Wissen. Berlin 2001. ISBN 3-06-102831-5
- als Herausgeber mit Gisela Beste und Albert Bremerich-Vos: Wissensspeicher Deutsch. Volk und Wissen Cornelsen Scriptor. Berlin 2004. ISBN 3-589-22048-1
- als Herausgeber: Deutsch Didaktik. Leitfaden für die Sekundarstufe I und II. Cornelsen, Berlin 2003, ISBN 3-589-21642-5 als Deutsch Didaktik. Praxishandbuch in der 7. überarbeiteten Neuauflage. Cornelsen, Berlin 2019 ISBN 978-3-589-15444-9
- als Herausgeber: Deutschunterricht nach der PISA-Studie. Reaktionen der Deutschdidaktik. Peter Lang, Frankfurt 2004, ISBN 3-631-51994-X.
- als Herausgeber: Deutsch, das Oberstufenbuch. Duden-Verlag, Berlin 2010. ISBN 978-3-8355-6506-7
- als Herausgeber gemeinsam mit Kaspar H. Spinner: Lese- und Literaturunterricht. 3 Bände. (=Deutschunterricht in Theorie und Praxis DTP, hrsg. v. W. Ulrich, Bd. 11/1–3). 3. stark überarbeitete Auflage. Schneider Hohengehren. Baltmannsweiler:  2019. ISBN 978-3-8340-1950-9
- als Herausgeber gemeinsam mit Sabine Reh, Christoph Schindler und Joachim Scholz: Abitur und Abituraufsätze zwischen 1882 und 1972. Prüfungspraktiken, professionelle Debatten und Aufsatztexte. Klinkhardt. Bad Heilbrunn 2023. ISBN 978-3-7815-2609-9 (Open Access https://www.klinkhardt.de/verlagsprogramm/2609.html)
- Mit Pierre Bourdieu durch die Literaturdidaktik spaziert. In: Didaktik Deutsch 1/1996, 30–52. https://www.didaktik-deutsch.de/index.php/dideu/article/view/11/4
- Theorien – Ideologien – Programme in der BRD. In: Glaser, Horst Albert (Hrsg.): Deutsche Literatur zwischen 1945 und 1995. Haupt UTB. Bern:1997, 175–200.
- Das Spiel mit dem Autor. Textbeobachtungen zweiter Ordnung am Beispiel von Günter Grass’ „Ein weites Feld“. In: Belgrad, Jürgen/Fingerhut, Karlheinz (Hrsg.): Textnahes Lesen. Annäherungen an Literatur im Unterricht. Schneider Verlag Hohengehren. Baltmannsweiler:  1998, 134–147.
- „Tonio Kröger“. In: Förster, Jürgen (Hrsg.): Schulklassiker lesen in der Medienkultur. Literatur – Interpretation – Lektüre. Klett. Stuttgart: 2000, 8–40.
- Joseph Roth. Eine offene Wunde in der Literaturgeschichte. In: Koeppen, Manuel / Steinlein, Rüdiger (Hrsg.): Passagen. Literatur – Theorie – Medien. Festschrift für Peter Uwe Hohendahl zum 65. Geburtstag. Weidler. Berlin: 2001, 93–114.
- Gegenwartsliteratur und schulischer Lektürekanon. Aspekte einer ambivalenten Beziehung. In: Kammler, Clemens / Pflugmacher, Torsten (Hrsg.): Deutschsprachige Gegenwartsliteratur seit 1989. Synchron. Heidelberg: 2004, 251–262.
- Schulische Kanonizität als symbolisches Kapital. Anmerkungen zum Spannungsverhältnis zwischen literarischem und pädagogischem Feld. In: Joch, Markus/Wolf, Norbert Christian (Hrsg.): Studien und Texte zur Sozialgeschichte der Literatur: Bourdieu in der literaturwissenschaftlichen Praxis. Niemeyer. Tübingen: 2005, 323–333
- Lässt sich normieren, was als literarische Bildung gelten soll? Eine Problemskizze am Beispiel von Brechts Erzählung „Der hilflose Knabe“. In: Rösch, Heidi (Hrsg.): Kompetenzen im Deutschunterricht. Peter Lang Frankfurt u. a.: 2005, 27–50.
- Kleinschrittiges Lesen als Kompetenz. Zu Johann Wolfgang Goethe "Das Göttliche" (Jahrgangsstufe 11-13). In: Kammler, Clemens (Hrsg.): Literarische Kompetenzen – Standards im Literaturunterricht. Modelle für die Primar- und Sekundarstufe. Kallmeyer. Seelze 2006, 158–175.
- "So weht es uns an aus dem siebzehnten Satz". Staigers didaktische Lektüre von Kleists "Das Bettelweib von Locarno". In: Rieckes, Joachim/Ladenthin, Volker/Baum, Michael (Hrsg.): 1955–2005: Emil Staiger und "Die Kunst der Interpretation" heute. Publikationen zur Zeitschrift für Germanistik. Neue Folge XVI. Bern u. a.: Peter Lang 2006, 229-24.
- "Und einmal muß es gesagt werden..." Der Autor und Germanist Walter Höllerer im Dienste der Gruppe 47. Ein Vorfall aus dem Jahr 1966. In: Zeitschrift für Germanistik XVII 1/2007, 108–127. https://www.jstor.org/stable/23979119
- mit Irene Pieper: Literarisches Lesen. In: Didaktik Deutsch (Sonderheft) 2/2008, 46–65.https://www.didaktik-deutsch.de/index.php/dideu/article/view/361
- Zu höflich, um sich undeutlich zu äußern. In: Anz, Thomas (Hrsg.): Die Literatur eine Heimat. Reden über und von Marcel Reich-Ranicki. Deutsche Verlags-Anstalt. München: 2008, 170–176.
- Empirische Messungen im Bereich anspruchsvolleren Lesens: Lernprozesse für die Literaturdidaktik im Kontakt mit der Psychometrik. In: Susanne Hochreiter, Ursula Klingenböck, Elisabeth Stuck, Sigrid Thielking, Werner Wintersteiner (Hrsg.): Schnittstellen. Aspekte der Literaturlehr- und -lernforschung. Studien Verlag. Innsbruck 2009, 155–171.
- Oberlehrer, Hochschulgermanisten und die Lehrerausbildung. Facetten einer nicht spannungsfreien Kooperation im Zeichen nationalpädagogischer Ideologien. In: Zeitschrift für Germanistik 2/2010, 265–289. https://www.jstor.org/stable/23978135
- mit Steffen Martus und Carlos Spoerhase: Entproblematisieren: Überlegungen zur Vermittelbarkeit von Forschungswissen, zur Vermittlung von "falschem" Wissen und zur Funktion literaturwissenschaftlicher Terminologie. In: Zs. f. Germanistik XXI 1/2011, 8–24.  https://www.jstor.org/stable/23978393
- Zur Fachlichkeit des Literaturunterrichts. In: Didaktik Deutsch, Heft 30/2011, 22–39. https://www.didaktik-deutsch.de/index.php/dideu/article/view/378/364
- Der deutsche Aufsatz und das Abitur – was man vielleicht aus der Geschichte lernen könnte. In: Helmuth Feilke et al. (Hrsg.): Textkompetenzen in der Sekundarstufe II. Fillibach bei Klett. Stuttgart 2013, 41–62.
- Auseinandergesetzte Texte und gerade gebogenene Bedeutungen: Wenn einer was einfällt beim Interpretieren ... (Überarbeiteter Plenarvortrag des Deutschen Germanistentages 2013). In; Zs. f. Germanistik, XXV 2/2015, 384–397.
- Literaturdidaktik und Praxeologie. In: Bachleitner, Norbert (u. a.) (Hrsg.): Internationales Archiv für Sozialgeschichte der deutschen Literatur (IASL) 2015; 40(1). De Gruyter. Berlin (u. a.): 2015, 207–221.
- mit Sabine Reh und Joachim Scholz: Eine lange Geschichte: Der deutsche Abituraufsatz als "Gesammtbildung der Examinanden". Prüfungspraxis und Lehrerkommentare von Abituraufsätzen in den 1950er Jahren. In: Zeitschrift für Pädagogik, 3/2017, 280–298.
- Praktiken, Praxen und Kulturen des Literaturunterrichts? In: Feilke, Helmuth / Wieser, Dorothee (Hrsg.): Kultur(en) des Deutschunterrichts – Kulturelles Lernen im Deutschunterricht. Fillibach bei Klett. Stuttgart 2018, 189–212.
- Klafkis Spuren im Literaturunterricht: Allgemeine Didaktik und die Fachdidaktik Deutsch. In: Lin-Klitzing, Susanne; Arnold, Karl-Heinz (Hrsg.): Wolfgang Klafki: Allgemeine Didaktik. Fachdidaktik. Politikberatung. Bad Heilbrunn: Klinkhardt: 2019. 185–202
- Kritisches Lesen im Bremer Kollektiv? Zum Beispiel Reportagen im Unterricht. In: Gailberger, Steffen/Köhnen, Ralph (Hrsg.): Ideologiekritik und Deutschunterricht heute? Analysen und Handlungsansätze 50 Jahre nach Gründung des Bremer Kollektivs. Peter Lang. Berlin u. a.: 2020, 93–116.
- Der Schulmänner Öffentlichkeiten. Zwei historische Fälle. In: Büttner, Urs/Michaelis, Sarah (Hrsg.): Öffentlichkeiten. Theorie und Geschichte ästhetischer Praxen. Campus. Frankfurt/New York: 2021, 301–314.
- mit Sabine Reh: Abiturprüfungspraxis und Abituraufsatz 1882 bis 1972. In: Hoffmann, Lars/Schröter, Pauline/Groß, Alexander/Schmid-Kühn, Svenja Mareike / Stanat, Petra (Hrsg.): Das unvergleichliche Abitur. Entwicklungen – Herausforderungen – Empirische Analysen. wbv. Bielefeld 2022, 181–212. https://www.iqb.hu-berlin.de/institut/data/n/n260/eBook_Dasunvergl.pdf
- Elite, Exzellenz und Exklusion. In: Mitteilungen des Deutschen Germanistenverbandes 3/2022, Jg. 69, 246–260
- Sachlichkeit und Fachlichkeit in der Oberstufe. Erika Essens Vorschläge zu einer Modernisierung des Deutschunterrichts und die Antwort der ‚kommunikativen Wende‘. In: Kämper-van den Boogaart, Michael/Reh, Sabine/Schindler, Christoph/Scholz, Joachim (Hrsg.): Abitur und Abituraufsätze zwischen 1872 und 1972. Prüfungspraktiken, professionelle Debatten und Aufsatztexte. Bad Heilbrunn: Klinkhardt 2023, 195-230
- Aufsatzmethodik in der Diskussion. Das Genre des dialektischen Besinnungsaufsatzes in der didaktischen Publizistik der 1950er und 1960er Jahre. In: Kämper-van den Boogaart, Michael/Reh, Sabine/Schindler, Christoph/Scholz, Joachim (Hrsg.): Abitur und Abituraufsätze zwischen 1872 und 1972. Prüfungspraktiken, professionelle Debatten und Aufsatztexte. Bad Heilbrunn: Klinkhardt 2023, 231-262 Open Access https://www.klinkhardt.de/verlagsprogramm/2609.html